# Chieri no Koi wa 8 Mētoru
Chieri no Koi wa 8 Mētoru (Nhật: ちえりの恋は8メートル dịch: Bạn gái Chieri của tôi cao 8 mét) là một bộ manga của Nhật Bản, được viết và vẽ minh họa bởi Wataru Mitogawa. Nó được đăng dài kỳ trên nền tảng Shōnen Jump+ của Shūeisha từ tháng 10 năm 2022 đến tháng 1 năm 2025.

## Nội dung
Do một nguyên nhân bí ẩn, Ōmine Chieri, một nữ sinh trung học, bất ngờ trải qua quá trình phát triển cơ thể bất thường và biến thành một cô gái khổng lồ cao tới 8 mét. Ban đầu, sự xuất hiện của cô đã gây xôn xao khắp thị trấn bởi vẻ ngoài khác thường, nhưng về sau người dân đã dần chấp nhận sự tồn tại của cô một cách bình thường. Hiện tại, với sự hỗ trợ từ Cục Hỗ Trợ Thiếu Nữ Khổng Lồ, Chieri đã tiếp tục cuộc sống học đường như bao học sinh khác. Người luôn ở bên cạnh cô và là chỗ dựa tinh thần lớn nhất của cô chính là người bạn thuở nhỏ và cũng là bạn học cùng lớp, Kotaki Yumeji. Trong khi Chieri, dù mang thân hình khổng lồ và gặp rất nhiều bất tiện, vẫn sống một cách tự do, phóng khoáng và không gò bó, thì Yumeji — được chỉ định làm "người chăm sóc đặc biệt" cho Chieri — vẫn luôn nỗ lực hết mình để cô có thể tận hưởng tuổi thanh xuân như bao thiếu nữ bình thường khác.

## Nhân vật
Ōmine Chieri (大峰 ちえり)
Nhân vật chính của câu chuyện, cô là học sinh năm hai trung học. Do một nguyên nhân bí ẩn, cô bỗng hóa thành một cô gái khổng lồ cao 8 mét, khiến cuộc sống thường nhật trở nên vô cùng khó khăn. Vì vậy, cô phải sống tách biệt với cha mẹ trong căn nhà lắp ghép đặc biệt do Cục Hỗ Trợ Thiếu Nữ Khổng Lồ cung cấp. Sau khi được chuyển đến một ngôi trường có đủ cơ sở để tiếp nhận, cô tình cờ tái ngộ với người bạn thời thơ ấu là Yumeji, người sau này được chỉ định làm "người chăm sóc đặc biệt" cho cô. Tuy nhiên, với bản tính phóng khoáng và nghịch ngợm, cô luôn khiến cậu bạn phải xoay xở liên tục.
Kotaki Yumeji (小滝 夢路)
Bạn cùng lớp và là bạn thuở nhỏ của Chieri. Trước đây từng học chung với Chieri cho đến khoảng giữa tiểu học. Sau khi Chieri chuyển đến học tại trường trung học mà Yumeji đang theo học, hai người đã gặp lại nhau sau nhiều năm xa cách. Chỉ với lý do "vì là bạn thuở nhỏ", cậu được chỉ định làm "người chăm sóc đặc biệt" cho Chieri – cô bạn nay đã trở nên khổng lồ. Dù ban đầu còn ngập ngừng, Yumeji dần trở thành người bạn đồng hành không thể thiếu trong cuộc sống "quá khổ" của Chieri.
Sasaki Hina (佐々木 陽菜)
Bạn cùng lớp của Chieri. Cô có một mái tóc nâu ngắn được uốn kiểu sauvage. Nhờ có chị gái là thợ làm tóc, Hina rất tự tin vào khả năng cắt tóc của mình. Vào một ngày nghỉ, cô ghé nhà Chieri chơi và giúp cô bạn khổng lồ này cắt tóc.
Yanase Tsukino (柳瀬 月乃)
Bạn cùng lớp của Chieri. Cô có một mái tóc đen thẳng và một nốt ruồi lệ quyến rũ dưới mắt trái. Cùng với Hina, Tsukino từng ghé nhà Chieri chơi và giúp cô trang điểm, thể hiện sự gần gũi và hòa nhập của nhóm bạn với cô gái khổng lồ.

## Truyền thông
Được viết và vẽ minh họa bởi Wataru Mitogawa, Chieri no Koi wa 8 Mētoru được đăng dài kỳ trên nền tảng Shōnen Jump+ của Shūeisha từ ngày 2 tháng 10 năm 2022 đến ngày 26 tháng 1 năm 2025. Các chương của bộ manga được tổng hợp thành sáu tập tankōbon, từ ngày 3 tháng 2 năm 2023 đến ngày 4 tháng 3 năm 2025.

Vào ngày 5 tháng 2 năm 2025, Seven Seas Entertainment thông báo rằng họ đã cấp phép cho bộ manga này xuất bản bằng tiếng Anh từ tháng 8 năm 2025.
| # | Ngày phát hành           | ISBN              |
| - | ------------------------ | ----------------- |
| 1 | Ngày 3 tháng 2 năm 2023  | 978-4-08-883480-1 |
| 2 | Ngày 4 tháng 7 năm 2023  | 978-4-08-883651-5 |
| 3 | Ngày 4 tháng 12 năm 2023 | 978-4-08-883815-1 |
| 4 | Ngày 2 tháng 5 năm 2024  | 978-4-08-884101-4 |
| 5 | Ngày 4 tháng 10 năm 2024 | 978-4-08-884228-8 |
| 6 | Ngày 4 tháng 3 năm 2025  | 978-4-08-884379-7 |

## Đón nhận
Bộ manga đã được đề cử cho giải thưởng Tsugi ni kuru Manga Taishō lần thứ chín ở hạng mục web.